# Il commissario Cordier (serie televisiva 2005)
Il commissario Cordier (in originale Commissaire Cordier), è una serie televisiva poliziesca francese composta da 12 film da 90 minuti ciascuno, realizzata a seguito del successo ottenuto con la serie originale de Il commissario Cordier (in originale Les Cordier, juge et flic). A differenza della versione francese, in quella italiana le due serie con protagonista il commissario interpretato da Pierre Mondy hanno mantenuto lo stesso titolo. In questa seconda serie, che vede l'uscita di scena dei personaggi del figlio giudice istruttore Bruno (trasferito a Bordeaux) e della figlia giornalista Myriam (stabilitasi a Montréal), il commissario Pierre Cordier è stato promosso a commissario capo, venendo sostituito nelle sue precedenti mansioni dal comandante Thomas Sorensen.

## Episodi
| Stagione         | Episodi | Prima TV Francia | Prima TV Italia |
| ---------------- | ------- | ---------------- | --------------- |
| Prima stagione   | 1       | 2005             | 2006            |
| Seconda stagione | 6       | 2006             | 2006-2008       |
| Terza stagione   | 5       | 2007             | 2008            |